# Медоу Лејк
Медоу Лејк (енгл. Meadow Lake) је градић у северозападном делу канадске провинције Саскачеван. Насеље лежи на западној обали истоименог језера на раскрсници провинцијских друмова 4 и 55, 160 км северно од Северног Бетлфорда и око 140 км североистоћно од града Лојдминстера који лежи на административној граници са Албертом. 
Медоу Лејк је административно уређен као град тек 2009. године одлуком владе провинције Саскачеван, поставши тако 14. по реду и најмлађи град у провинцији.

## Историја
На месту данашњег насеља, на самом ушћу реке Медоу у језеро, британски истраживач и трговац Питер Фидлер је 1799. основао малену трговачку станицу намењену трговини крзнима. Фидлер је локалитет назвао по свом родном месту Болсоверу у Енглеској. Међутим пошто трговина дабровим крзнима нија ишла у задовоњавајућем смеру, станица је већ 1801. напуштена. 
Компанија Хадсоновог залива је 1873. основала нову трговачку станицу у овом подручју, захваљујужи све бројнијим метиским породицама које су се досељавале у ово подручје. 
Насеље је административно уређено као село тек 1931. године, а због убрзаног раста популације већ 1936. је добило статус варошице (тада је у Медоу Лејку живело око 800 становника). Одлуком владе провинције Саскачеван Медоу Лејк је 2009. административно уређен као град, поставши тако 14. по реду насеље са административним статусом града у провинцији.

## Демографија
Према резултатима пописа становништва из 2011. у граду је живело 5.045 становника у 2.042 домаћинства, што је за 5,7% више у односу на 4.771 житеља колико је регистровано 
приликом пописа 2006. године.
| 2001. | 2006. | 2011. |
| ----- | ----- | ----- |
| 4.582 | 4.771 | 5.045 |

## Привреда
Најважније привредне делатности су шумарство, риболов и пољопривреда. У овој области се током 50их година прошлог века произвело житарица много више него у поређењу са било којом оптином у целој земљи. 
У последње време све интензивније се развија и туризам.